# 斯特凡·福斯特
斯特凡·福斯特（德語：Stefan Forster，1971年12月14日—），德国男子赛艇运动员。他曾代表德国参加世界赛艇锦标赛，获得一枚金牌、一枚银牌和一枚铜牌。他也参加了1996年夏季奥运会。